# Faust (opera Antoniego Henryka Radziwiłła)
Faust – opera w dwóch aktach Antoniego Henryka księcia Radziwiłła z librettem Johanna Wolfganga von Goethego. Muzykę do pełnego, oryginalnego tekstu pierwszej części „Fausta” Goethego Radziwiłł tworzył w latach 1808–1832. Po raz pierwszy zaprezentowano fragmenty opery w Berlinie w 1810 roku. W 1816 tamże wystawiono pierwszą jej wersję. Pełną wystawiono w Berlinie 1835, a polską w Warszawie w 1848. Opera jest właściwie klasycystycznym singspielem zbudowanym z partii granych aktorsko i partii muzycznych. Dzieło Radziwiłła jest pierwszą adaptacją dramatu Goethego w historii opery.

## Geneza dzieła

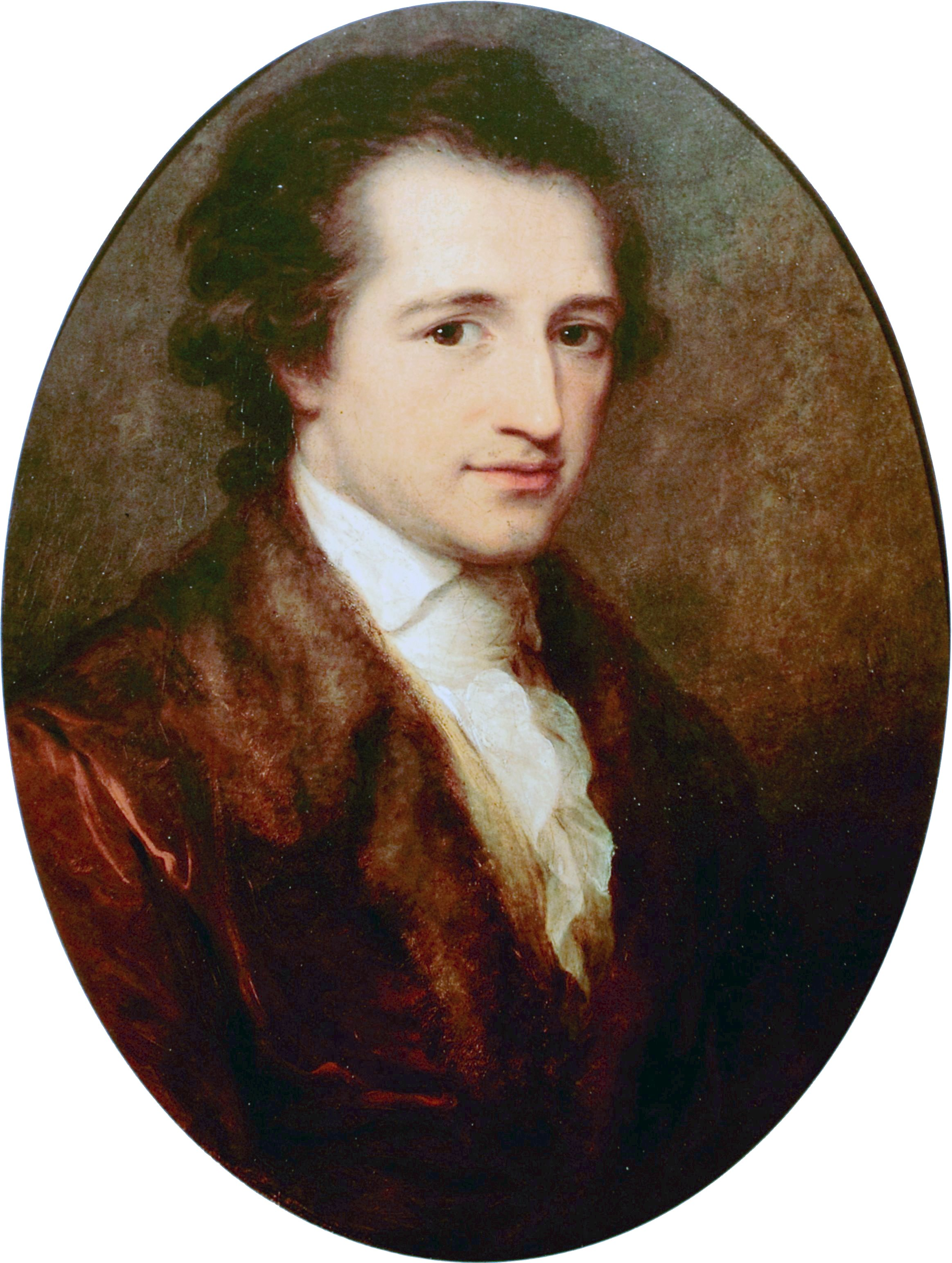
Johann Wolfgang von Goethe

Goethe rozpoczął pisanie Fausta w 1773 roku. Dramat posiada wyraźny podział na sceny grane aktorsko i fragmenty śpiewane; mogło więc od razu służyć za libretto. W ciągu dwudziestu następnych lat Goethe obserwował proces twórczy Wolfganga Amadeusa Mozarta, którego poznał jeszcze jako koncertujące cudowne dziecko, a którego ostatni singspiel Czarodziejski flet wystawił w 1794 roku już jako kierownik teatru w Weimarze. Napisał w tym roku drugą część tej opery, co wskazuje na prawdopodobną ambicję Goethego, by stać się librecistą Mozarta. Napisał wcześniej dramaty w formie librett, do których muzykę skomponował Johann Friedrich Reichardt. Były to „Claudine von Villa Bella”, „Erwin und Elmire” i „Jery und Bätely”. Wiadomo, że do napisania muzyki do „Fausta” zachęcał swego przyjaciela Carla Zeltera, ale ten odmówił mu definitywnie w 1808 roku. Przekonał jednak kompozytora weimarskiego Karla Eberweina, który po pewnym czasie zaniechał swojej pracy. W 1808 roku, roku wydania pierwszej części „Fausta”, książę Radziwiłł rozpoczął po jego lekturze swoją kompozycję. Dyrektor Berlin Singakademie Carl Zelter pisze w 1810 roku Goethemu, że „pewien miłośnik muzyki, arystokrata, zadaje sobie dużo trudu do jego tragedii, i że chociaż jest cudzoziemcem, udaje mu się nieraz utrafić we właściwą do słów nutę”. Radziwiłł zaprzyjaźnił się z Zelterem, za którego sprawą już w 1810 roku wystawiono pierwsze fragmenty nowo powstającej opery w Berlin Singakademie. Rok później Goethe usłyszał je w Weimarze. W 1814 roku Radziwiłł odwiedził Goethego w Weimarze, gdzie zaprezentował osobiście fragmenty muzyczne. Jak można przeczytać między innymi w rocznikach Goethego, autor wypowiadał się o muzyce księcia z zachwytem.

## Tworzenie
Pod wpływem muzyki Radziwiłła Goethe zaczął przerabiać swój dramat. Dzieje się tak na przykład w scenie czwartej „Studirzimmer” (Pracownia), gdzie autor w stosunku do wersji części pierwszej z 1808 roku poszerzył tekst w miejscu następującym po wypowiedzi Mefistofelesa: „Du unterzeichnest dich mit einem Tröpfchen Blut” (Podpiszesz się kroplą krwi), zmieniając następującą wypowiedź Fausta. Zmian tych nigdy nie uwzględniono w druku dramatu Goethego. W 1829 roku autor zaczyna pisać drugą część Fausta. Łączność kompozytora z poetą utrzymuje się głównie przez Zeltera.
W ciągu lat tworzenia od 1808 roku do 1832 (od kiedy brak wzmianek o tworzeniu opery), dzieło Radziwiłła było wystawiane głównie w Berlinie. Pierwsze fragmenty w 1810, następnie wystawienie scenicznie w berlińskim zamku Radziwiłła w 1819, kiedy odbyły się dwa przedstawienia niemal pełnej pierwszej części „Fausta” (akt pierwszy i część drugiego). W drugim uczestniczył syn autora dramatu – August Goethe, król pruski Fryderyk Wilhelm II Pruski, a także filozof Georg Wilhelm Friedrich Hegel. Po raz kolejny wystawiono dzieło rok później. Do śmierci Goethego Zelter informował autora o tworzeniu opery i sam zabiegał o jej wystawienie w Berlinie. W 1833 roku Radziwiłł umiera zostawiając już skończoną kompozycję przygotowywaną do wystawienia na scenie. Pełną partyturę wydano w wydawnictwie T. Trautwein w Berlinie. 25 października 1835 roku wystawiono skończoną operę w Berlin Singakademie.

## Opis kompozycji, wpływ i jej znaczenie w historii muzyki

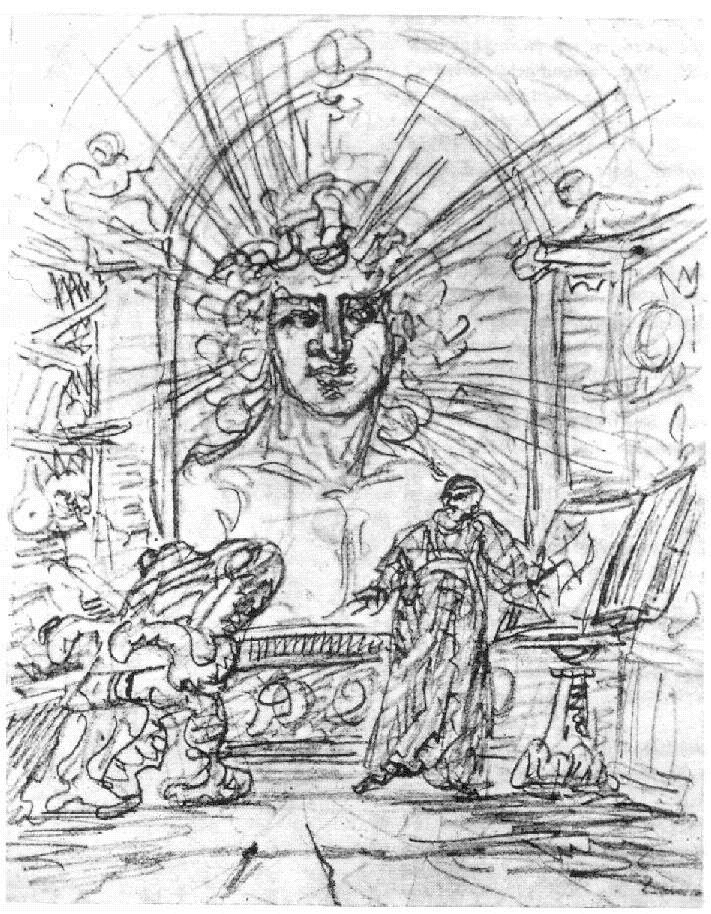
Faust i Duch Ziemi (scena pierwsza, „Noc”), ilustracja Goethego z 1810 bądź 1819 roku

Dzieło Goethego i Radziwiłła był w prawdopodobnie pojęciu samego Goethego oryginalną wersją dramatu „Faust”. Muzykę do pierwszej części Radziwiłł komponował tylko tam, gdzie didaskalia wskazują na śpiew, a wstawki muzyczne i uwertury oprawiają tylko dramat tak, jak oprawiało się w ten sposób często adaptacje innych sztuk. Ten bardzo luźny aspekt kompozycji dzieła potwierdza jeszcze zastosowanie cytatów z popularnych kompozycji Mozarta, lub choćby wariacji na temat „Gaudeamus igitur” zastosowanych z ironią i raczej dla rozbawienia publiczności. Nawiązując do Mozarta poprzez wariacje na jego temat w swojej oryginalnej partyturze Radziwiłł wyraźnie określa dzieło w nurcie postklasycznym, który zresztą panował wówczas także w Warszawie w osobach takich kompozytorów jak Józef Elsner i Karol Kurpiński.
Pierwszy akt poprzedza uwertura c-moll. Ze względu na jej uroczysty i dramatyczny charakter można doszukiwać się konotacji z dziełami Ludwiga van Beethovena (choćby z V symfonią c-moll, wydaną w 1808, roku rozpoczęcia pracy nad kompozycją Radziwiłła), którego Radziwiłł znał osobiście, i który zadedykował mu swą sonatę „Imieninową” w 1815 roku. Po uwerturze następuje ilustracja muzyczna do pojawienia się Fausta w swej pracowni. Następnie wkład Radziwiłła uruchomi się dopiero w momencie chóru aniołów, śpiewających na końcu sceny pierwszej „Nacht” (Noc). Ponieważ w następnej scenie Goethe zaznaczył, że Żebrak (Bettler) śpiewa, Radziwiłł skomponował kawatynę; oznacza to, że opera nie ma tak regularnej struktury jak na przykład „Czarodziejski flet”, gdzie partie grane są jedynie przerwą między scenami umuzycznionymi. Występują tu jedynie krótkie piosenki wynikające z samego dramatu, partie chóralne i krótkie ilustracje muzyczne. Wszystko wskazuje na to, że całość jest jedynie dopiskiem do dzieła Goethego i miała być utożsamiona z nim samym, jako wierny, oryginalny „Faust”. Dzieło Radziwiłła, pomimo konkurencji z „Faustem” Spohra było, przynajmniej do opery Berlioza „Potępienie Fausta”, najpopularniejszą adaptacją tego dramatu, dzięki temu, że faworyzował je dyrektor berliński Zelter, a przede wszystkim sam Goethe.
Fryderyk Chopin w liście z 14 listopada 1829 roku tak pisze o księciu Radziwile: „pokazywał mi swojego Fausta i wiele rzeczy znalazłem tak dobrze pomyślanych, nawet genialnych, żem się nigdy po namiestniku tego spodziewać nie mógł”. Muzyka Radziwiłła w „Fauście” charakteryzuje się melodyjnością osiąganą z form klasycystycznych i kryptocytatów często koloryzowaną innowacjami instrumentalnymi. Wspomniane kryptocytaty to na przykład menuet z „Don Giovanniego” Mozarta. Również niektóre partie chóru przyjmują rytm marszowy, taneczny. Szczególnie podziwianą kompozycją była mała aria Małgorzaty „Meine Ruh’ ist hin”, a można przypuszczać, że to od jej postaci właśnie wywodzą się największe kobiece kreacje operowe XIX wieku. Niewinna Małgosia (Gretchen), która z powodu swej miłości do Fausta stoczyła się moralnie, mogła być wzorem choćby dla „Lunatyczki” Belliniego czy „Łucji z Lammermooru” Donizettiego, a nawet dla „Lady Makbet” czy „Aidy” Verdiego. Tradycja opiewania niewinnych panien przemieniających się w kobiety fatalne sięga aż do „Toski” Pucciniego, a inicjacji tej mody należy szukać u Goethego. Należy podkreślić, że „Faust” Radziwiłła jako najstarsza i uznana przez Goethego adaptacja, była dla większości widzów „Fausta” tamtej epoki (dodać należy: przy swojej bardzo niskiej popularności jako dramat) jednoznaczną z oryginalnym „Faustem”, z którego owa Małgorzata wyszła. Od czasu wystawienia „Fausta” w Warszawie w 1848 roku, opera natychmiast stała się tam nadzwyczaj popularna. Dlatego postaci Małgorzaty należy doszukiwać się także w operze jednego z admiratorów opery Radziwiłła, Stanisława Moniuszki, którego „Halka” reprodukuje jej popularny archetyp. „Fausta” Radziwiłła wystawiano z powodzeniem do lat 60. XIX wieku, a potem o nim zapomniano.
Szczególną w operze Radziwiłła jest też „Pieśń o pchle”, nieco przypominającą jej wcześniejszą adaptację przez Beethovena. Śpiewana przez Mefistofelesa piosenka oprawiona jest ironicznie uroczystymi partiami chóru i taneczną partią orkiestry z licznymi ozdobnikami skrzypiec. Całą piosenkę dowcipnie przerywa student Frosch, co jest zgodne z tekstem Goethego. „Pieśń o pchle” adaptowali także Berlioz i Richard Wagner.